# Baofeng, Chongqing
Baofeng (kinesiska: 宝峰) är en köping i sydvästra Kina. Den ligger i stadsdistriktet Yongchuan i storstadsområdet Chongqing, omkring 90 kilometer väster om det centrala stadsdistriktet Yuzhong. Antalet invånare är 14 007. Befolkningen består av 6 950 kvinnor och 7 057 män. Barn under 15 år utgör 21,0 %, vuxna 15-64 år 63 %, och äldre över 65 år 14,0 %.